# رابرت الیس اورال
رابرت الیس اورال (انگلیسی: Robert Ellis Orrall؛ زادهٔ ۴ مهٔ ۱۹۵۵) خواننده-ترانه‌پرداز، تهیه‌کننده موسیقی، و خواننده اهل ایالات متحده آمریکا است. وی از سال ۱۹۸۰ میلادی تاکنون مشغول فعالیت بوده‌است.